# Walter Zakaluzny
Walter Zakaluzny (Walt Zakaluznyj) (ukr. Володимир Закалюжний) – kanadyjski piłkarz pochodzenia ukraińskiego, występujący na pozycji pomocnika, reprezentant Kanady.

## Kariera piłkarska

### Kariera klubowa
Rozpoczął karierę piłkarską w klubie Sian Przemyśl. Po zakończeniu II wojny światowej przebywał w obozie dla uchodźców w Niemczech. Występował w klubach Ukraina Ulm, Phönix Karlsruhe, Dnister Zuffenhausen, Sitch Regensburg, Jahn Regensburg i Schwaben Augsburg. W końcu 1950 wyjechał do Kanady, gdzie został piłkarzem klubu ukraińskiej diaspory Toronto Ukrainians, występującym w Eastern Canada Professional Soccer League. Również występował w amerykańskim klubie Rochester Ukrainians oraz kanadyjskich Toronto Tridents i Montreal Ukrainians, w którym w 1961 zakończył karierę piłkarską.

### Kariera reprezentacyjna
W 1957 bronił barw narodowej reprezentacji Kanady w meczu z USA (3:2) oraz Meksykiem (0:2).

## Sukcesy i odznaczenia

### Sukcesy klubowe
- mistrz Canadian National Soccer League Play-Off: 1951, 1953